# 白井光太郎
白井 光太郎（しらい みつたろう、1863年7月17日（文久3年6月2日） - 1932年（昭和7年）5月30日）は、日本の植物学者・菌類学者。日本の植物病理学や本草学史の開拓者。博物学者。

## 経歴
1863年に江戸霊岸島の福井藩中屋敷（現在の東京都中央区新川）に生まれる。元治元年、藩地に移転の為、福井城下毛矢町に移住する。1886年に東京帝国大学理科大学（現在の東京大学理学部）植物学科を卒業。
卒業後すぐに東京農林学校の助教授となり、翌年教授に就任。1890年に帝国大学農科大学（現在の東京大学農学部）に異動して助教授となり、植物学講座を担当した。
1899年から1901年まで、ドイツに留学して植物病理学の研究に取り組んだ。この際白井は、日本でほとんど研究が進んでいなかった植物寄生菌の写生図や標本を多数持参し、ヨーロッパで記載されている種と比較を行って、種の確定や新種記載といった研究の進展に大きく貢献した。
帰国して5年後の1906年に、東京帝国大学農科大学に世界初となる植物病理学講座を新設し、これを担当。翌年同大学の教授となった。1910年に理学博士を授与される。なお1915年から1919年までは東京農業大学の教授も兼任していた。
1916年に奈良県吉野山で「吉野名山の保護について」と題した地域一帯の自然保護を訴える講演を行う。白井は1895年から大台ヶ原で植物調査を行っており、地域一帯で製紙会社による大規模な森林開発に危機感を抱いていたことが背景にあった。この講演は、地元の岸田日出男などを動かし、1936年に吉野熊野国立公園の指定に結びつけた。
1920年に日本植物病理学会を設立し、同会初代会長に就任した。1929年に東京帝国大学を定年退官し、1932年に死去。死因は平常より強壮薬として服用していた附子による中毒死であった。

## 研究内容・業績

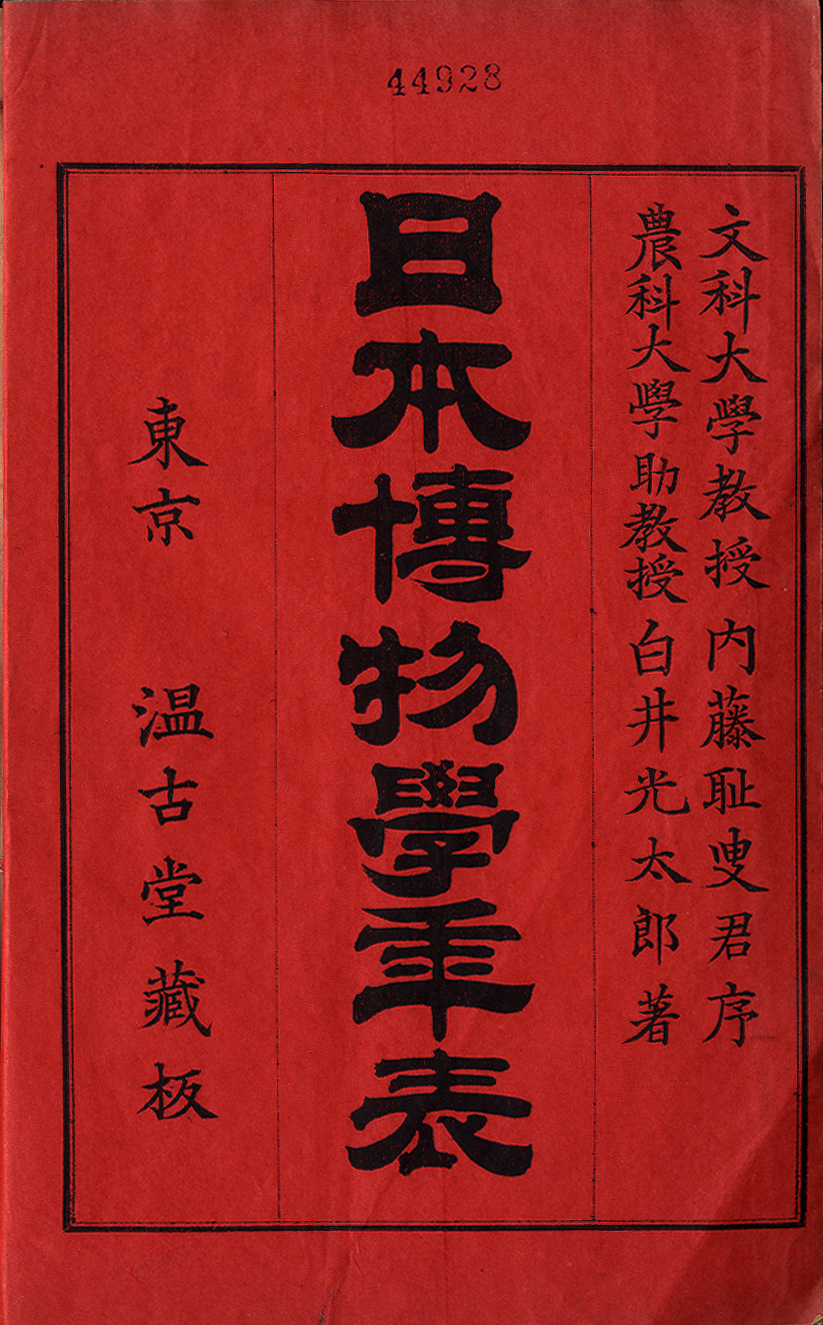
白井光太郎著、内藤耻叟序『日本博物学年表』東京. (初版、明治24年)

### 植物病理学
- 日本において植物病理学の研究を推し進めた最初期の人物である。日本植物病理学会の設立にも携わり、同会初代会長を務めた[1]。
- 白井は植物に感染する病原菌の分類、記載を行い、パウル・ヘニングス（英語版）や原摂祐らとの共同研究も含め、50種類以上の新種または新変種を記載した[1]。また白井に献名された分類群も、タケの赤因子病菌属 Shiraia P. Hennings やマダケの小団子病菌属 Shiraiella Hara をはじめ多数ある[1]。

### その他
- 伝統的な本草学にも造詣が深く、日本博物学史・日本生物学史の研究を開拓した[7]。
- 考古学者・古物収集家としても業績があり、1884年（明治17年）3月2日、東京の弥生町遺跡で、後に弥生土器と呼称される契機となる壺を、有坂鉊蔵・坪井正五郎とともに発見した。
- 史蹟名勝天然紀念物保存にも深く関わった[8]。

## 栄典
- 1900年（明治33年）6月30日 - 勲六等瑞宝章[9]
- 1906年（明治39年）6月30日 - 勲五等瑞宝章[10]

## 著書

### 単著
- 『日本博物学年表』温古堂蔵版、丸善発兌、1891年。
  - 『日本博物学年表 増訂版』白井光太郎（著者存版）、1908年。
  - 『日本博物学年表 改訂増補』（矢野宗幹編）大岡山書店、1934年。
  - 『日本博物学年表』科学書院、1980年。
- 『植物病理学 上』有隣堂、1893年。
  - 『植物病理学 上』（訂正再版）白井光太郎（著者存版）、1895年。
- 『植物病理学 下』有隣堂、1894年。
  - 『植物病理学 下』（再版）白井光太郎（著者存版）、1897年。
  - 『植物病理学 下』（訂正3版）白井光太郎（著者存版）、1900年。
- 『中等植物学教科書（本編）』金港堂、1892年。
- 『中等植物学教科書（続編）』金港堂、1896年。
- 『救荒植物』嵩山房、1903年。
- 『植物博物館及植物園の話』丸善、1903年。
- 『最近植物病理学』嵩山房、1903年。
  - 『最近植物病理学』（訂正版）嵩山房、1931年。
- 『植物妖異考 上』甲寅叢書刊行所〈甲寅叢書 第2編〉、1914年。
- 『植物妖異考 下』甲寅叢書刊行所〈甲寅叢書 第5編〉、1914年。
  - 『植物妖異考』岡書院、1925年。
  - 『植物妖異考』（復刻版）有明書房、1967年。
- 『最新植物病理学提要』東京出版社、1917年。
- 『染料植物及染色篇』大倉書店〈駒場叢書〉、1918年。
- 『植物渡来考』岡書院、1929年。
  - 『植物渡来考』有明書房、1967年。
- 『樹木和名考 手稿 全9冊』白井光太郎 手稿、1933年。
  - 『樹木和名考』内田老鶴圃、1933年。

『本草学論攷』（1933-1934年、春陽堂）
- 『本草学論攷 第1冊』1933年。
- 『本草学論攷 第2冊』1934年。
- 『本草学論攷 第3冊』1934年。
- 『本草学論攷 第4冊』1934年。

### 共著、編著、翻訳など
- エイサ・グレイ、白井光太郎訳『植物自然分科検索表』（1888年、敬業社） - 後に丸善から再発。
- 白井光太郎、三宅市郎『日本菌類目録』（1917年、東京出版社）
- 李時珍（著）, 鈴木真海（訳）, 白井光太郎（校注）『頭註国訳本草綱目』全15巻（1929-1934年、春陽書房）
- 木村陽二郎 (編)『白井光太郎著作集』（全6巻、科学書院、1985-1990）